# Red generala Maistra
Red generala Maistra je najvišje vojaško odlikovanje, ki je namenjeno poveljnikom in drugim častnikom Slovenske vojske za njihove zasluge v vojni in miru. To odlikovanje podeljuje Ministrstvo za obrambo Republike Slovenije. Odlikovanje je opredeljeno v Pravilniku o priznanjih Ministrstva za obrambo.

## Stopnje
Za seznam nosilcev tega odlikovanja, glej Seznam nosilcev reda generala Maistra.
Red generala Maistra ima tri stopnje. Za vojne zasluge se priznanje podeljuje kot red generala Maistra z meči, za zasluge v miru pa kot red generala Maistra. Priznanje red generala Maistra se lahko podeli tudi posmrtno.
- Red generala Maistra I. stopnje se lahko podeli častnikom na najvišjih poveljniških dolžnostih v Slovenski vojski za "izjemno" uspešno poveljevanje oziroma vodenje poveljstev, enot ali zavodov Slovenske vojske.[2]

- Red generala Maistra II. stopnje se lahko podeli častnikom na poveljniških ali visokih operativnih dolžnostih za uspešno poveljevanje oziroma vodenje poveljstev, enot ali zavodov Slovenske vojske.[2]

- Red generala Maistra III. stopnje se lahko podeli častnikom Slovenske vojske za pomembne ali posebne zasluge pri razvoju in krepitvi Slovenske vojske.[2]

## Opis
Priznanje red generala Maistra vseh treh stopenj je oblikovano kot okrogla medalja z likom generala Maistra in napisom GENERAL MAISTER. Medaljo obkroža venec lipovih listov. Nad medaljo je majhen venec z obročkom za trak. Pri redu prve stopnje je lik generala Maistra zlate barve, pri drugi stopnji srebrne barve in pri tretji stopnji bronaste barve. Na zadnji strani so vgravirani ime in priimek nosilca ter leto, ko je bilo priznanje podeljeno.
Red generala Maistra z meči za vojne zasluge ima dodana meča, od katerih so vidni ročaja in konici rezil.
Priznanja vseh treh stopenj so izdelana iz srebra in visijo na belo-modro-rdečem traku.

## Nadomestne oznake
Nadomestne oznake za rede generala Maistra so:
- za red generala Maistra I. stopnje belo-modro-rdeč pravokotnik, ki ima v sredini zlat lik generala Maistra;
- za red generala Maistra II. stopnje belo-modro-rdeč pravokotnik, ki ima v sredini srebrn lik generala Maistra;
- za red generala Maistra III. stopnje belo-modro-rdeč pravokotnik, ki ima v sredini bronast lik generala Maistra.[2]

## Nošnja
Red generala Maistra se nosi na levi strani prsi nad levim zgornjim žepom uniforme.